# Cis dracaenae
Cis dracaenae är en skalbaggsart som beskrevs av Perkins 1931. Cis dracaenae ingår i släktet Cis och familjen trädsvampborrare. Inga underarter finns listade i Catalogue of Life.